# Day Wave
Day Wave è un progetto indie rock statunitense nato ad Oakland, California, formatosi nel 2015. La band, formata da Jackson Philips, suona con musicisti da accompagnamento per esibizioni dal vivo. Ha pubblicato l' EP di debutto Headcase nel 2015. I Day Wave sono apparsi su LA Mag e Billboard . Hanno aperto i concerti dei Blonde Redhead durante il loro tour dell'autunno 2016.
Nel novembre 2016, Day Wave ha firmato un contratto con la Harvest Records e ha pubblicato il singolo "Wasting Time". La canzone "Hard to Read" è apparsa nel videogioco Watch Dogs 2 (2016). Nel febbraio 2017, Day Wave ha annunciato il suo album di debutto, The Days We Had, che è stato rilasciato il 5 maggio 2017. Phillips si è trasferito nel quartiere Echo Park di Los Angeles all'inizio del 2017. Come nei suoi precedenti EP, Phillips ha registrato direttamente su nastro il suo debutto integrale.  Il 24 aprile 2020, Day Wave ha pubblicato il suo terzo EP, Crush .
I membri in tour dei Day Wave includono i fratelli Henry Moser (basso) e Jack Moser (tastiera / sintetizzatore), Nick de Ryss (batteria) e Alex Lasner (chitarra). Dopo che Phillips ha co-prodotto l'album di Pete Yorn Caretakers, Phillips, de Ryss e Henry Moser si sono unito al tour di Yorn 2019 come band di supporto.

## Discografia

### Album in studio
- 2017 – The Days We Had
- 2022 – Pastlife

### EP
- 2015 – Headcase
- 2016 – Hard to Read
- 2020 – Crush